# Олешкевич, Юзеф
Ю́зеф Олешке́вич (пол. Józef Oleszkiewicz, бел. Язэп Аляшкевіч, лит. Juozapas Oleškevičius, 1777, Шилува в Жемайтии — 5 октября 1830, Санкт-Петербург) — польско-литовский и белорусский  художник; автор картин на исторические, религиозные, мифологические сюжеты и портретов.

## Биография
Родился в местечке Шилува в Литве в семье небогатого музыканта из местечка Радошковичи Минской губернии. С 1797 года в изучал в Виленском университете анатомию и физиологию человека. Олешкевич был выпускником факультета изящных искусств Виленского университета, где он учился в 1798—1799 годах у Франциска Смуглевича и Яна Рустема (по другим сведениям, учился у Смуглевича с 1800 года). Дальнейшее образование получил при поддержке графа Александра Франтишка Ходкевича, на средства которого с 1803 по 1806 год совершенствовался в Дрездене и Париже. Был учеником Жана Огюста Доминика Энгра и Жака Луи Давида.
После возвращения из-за рубежа работал в Вильно (1806—1811) и на Волыни. После смерти Смуглевича в 1807 году пытался занять его место в университете в Вильнюсе. В 1810 году устроил в Вильно персональную выставку своих произведений. В 1810 году или с 1811 года поселился в Санкт-Петербурге, где писал, в частности, портреты царской семьи. В 1812 году был принят в императорскую Академию художеств (за полотно «Благодетельное призрение и попечение императрицы Марии Фёдоровны о бедных»).
Среди высланных поляков, проживающих в Санкт-Петербурге, слыл необычным и полным добродетели человеком; это отражено в «Отступлении» части III «Дзядов» Адама Мицкевича. Особую известность в Санкт-Петербурге приобрёл благодаря высокому положению, которое занимал в среде петербургских масонов. В 1822 году Олешкевич был избран начальником (maître en chaise) ложи Белого Орла.
Похоронен на Смоленском кладбище в Санкт-Петербурге.

## Творчество

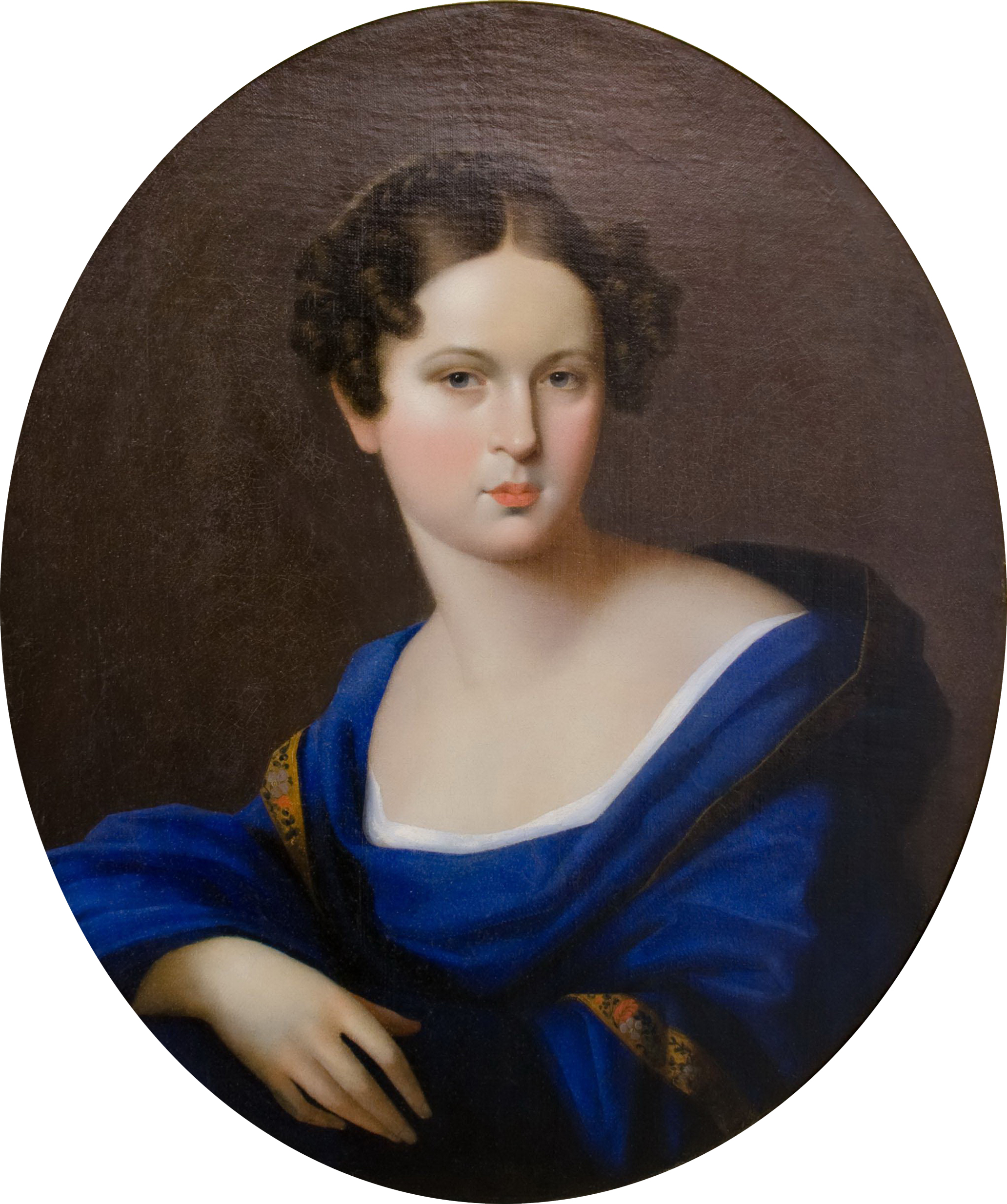
«Портрет дамы в синей шали» (1810-е)

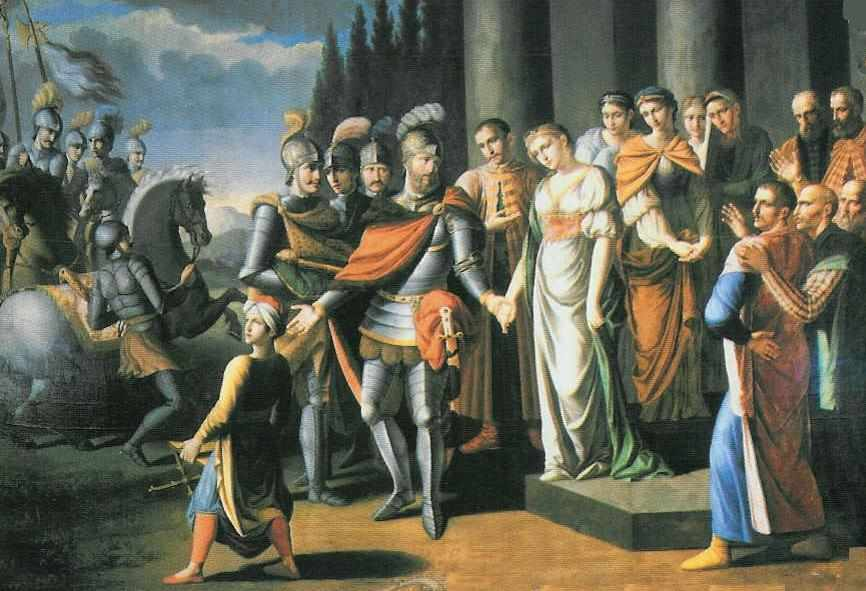
«Прощание Ходкевича с женой перед Хотинским сражением» (1808)

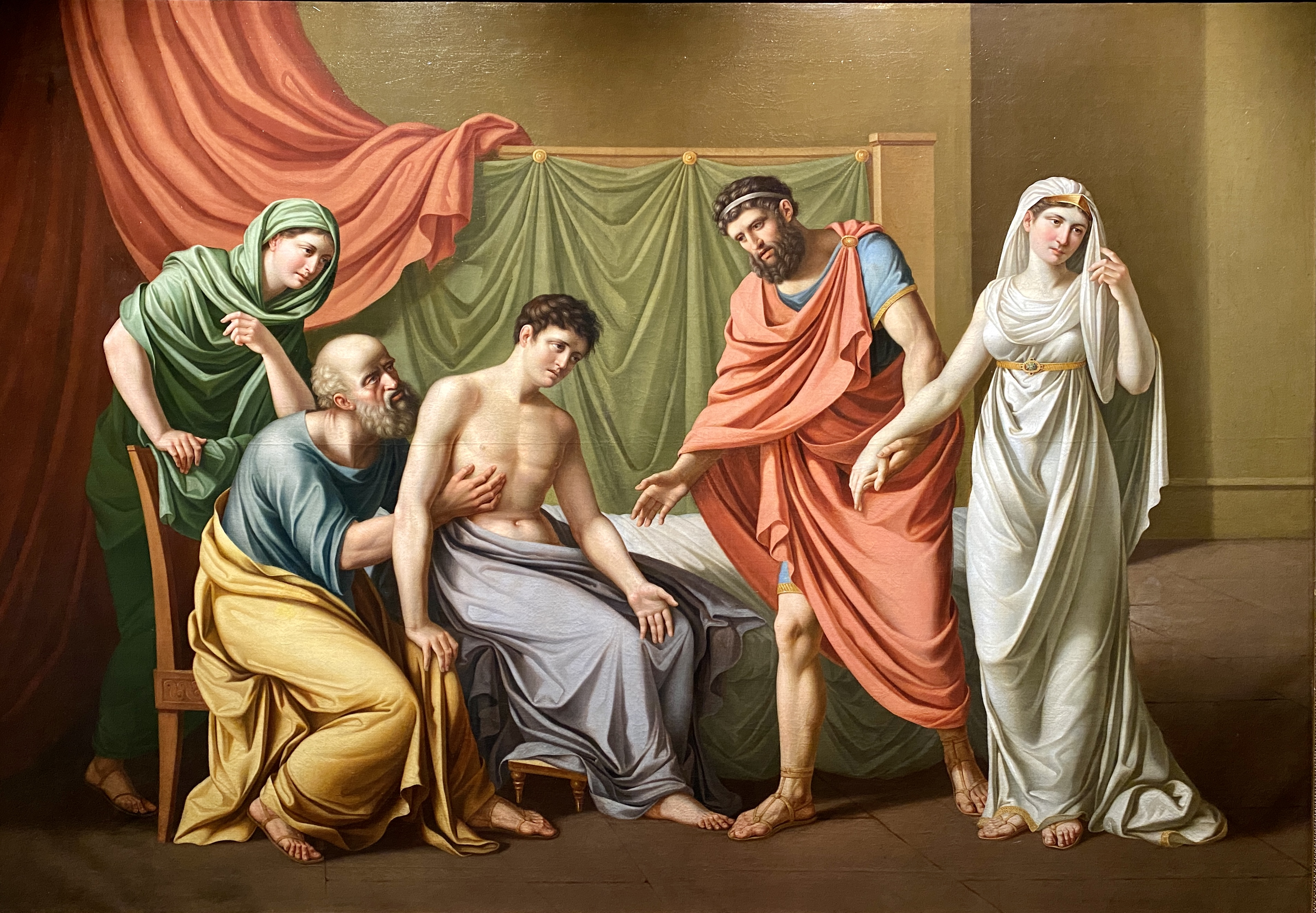
«Антиох и Стратоника» (1810)

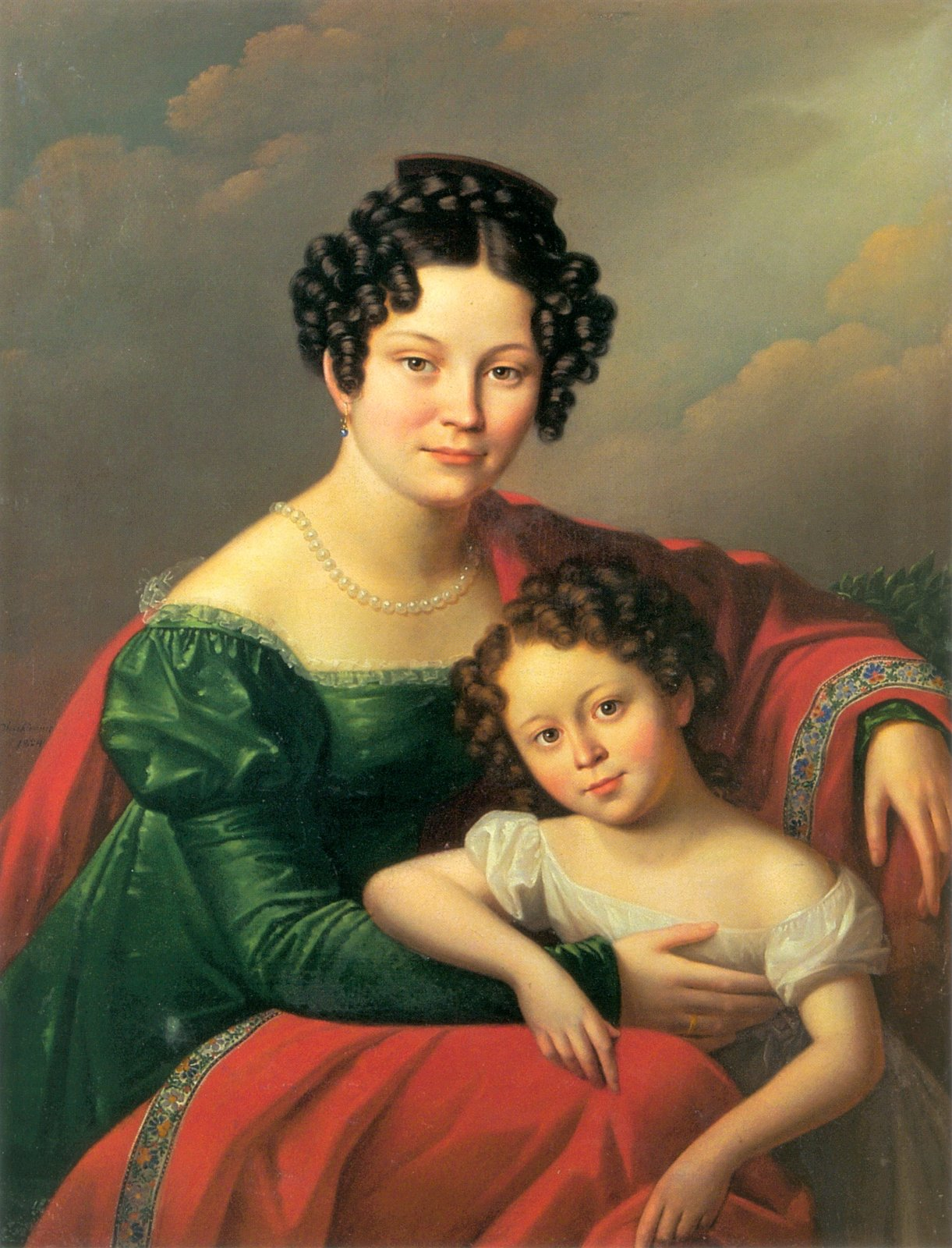
«Портрет молодой женщины с ребёнком» (1824)

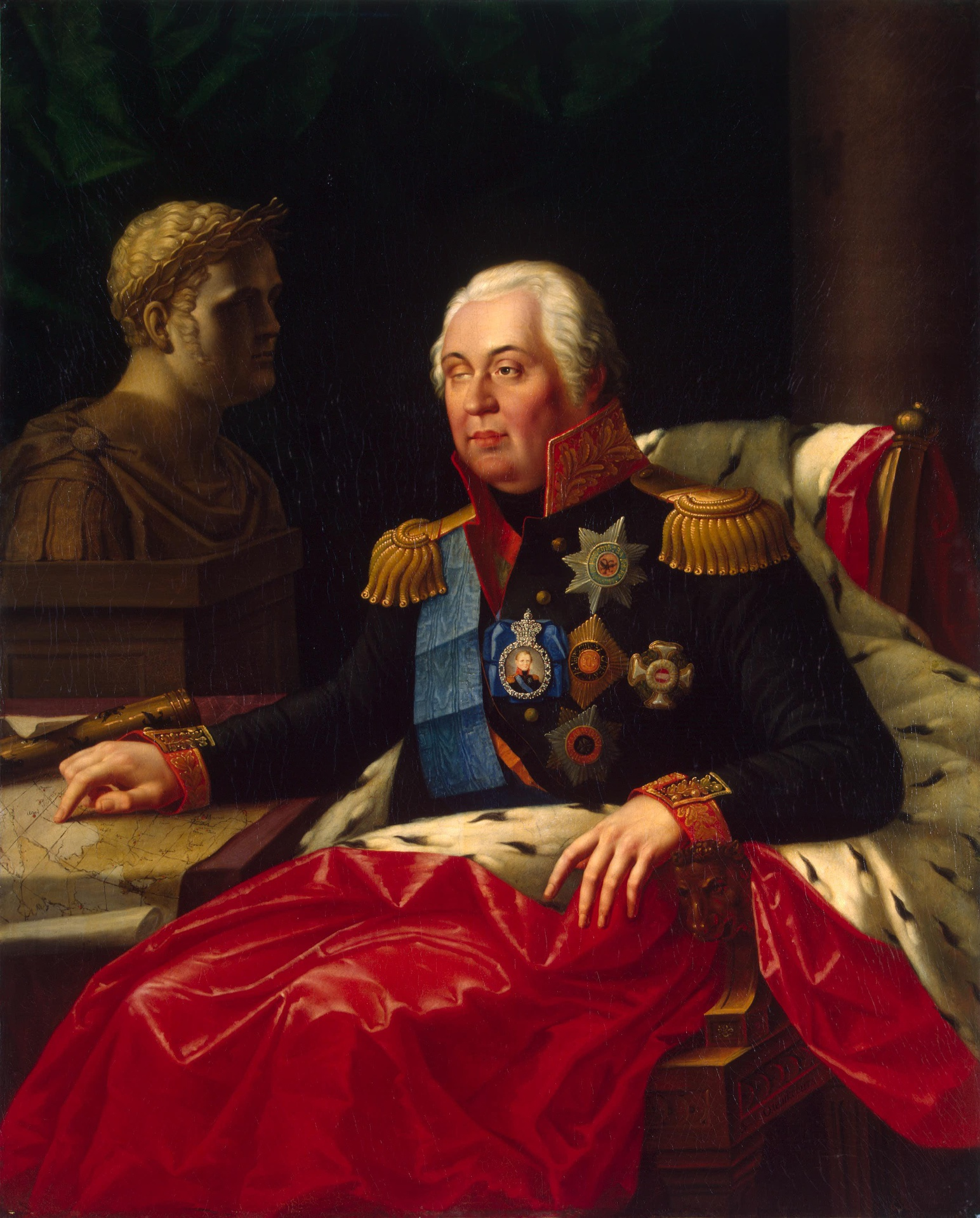
«Голенищев-Кутузов, князь Смоленский»

Творчество Олешкевича — академическое, в духе позднего классицизма, с элементами сентиментализма. Автор портрета Льва Людвика Сапеги. Многие его картины (портреты Адама Ежи Чарторыйского, Иеронима Стройновского, 1810; Мартина Почобута, 1810) хранятся в Вильнюсе.
Часто выезжал в белорусские губернии, где сделал немало интересных портретов в стиле позднего классицизма и романтизма. Среди них: «Групповой портрет», «Портрет девочки». Дружил с Адамом Мицкевичем, написал его портрет (1828).
Большинство произведений Олешкевича находится в музеях Москвы, Санкт-Петербурга, Варшавы, Кракова, Вильнюса, Минска и в частных европейских коллекциях .

## Известные произведения
- «Прощание Ходкевича с женой перед Хотинским сражением» (1808)
- «Антиох и Стратоника» (1810; масло, холст, 170 × 247 см, Вильнюсская картинная галерея Художественного музея Литвы).
- «Благодетельное призрение и попечение императрицы Марии Фёдоровны о бедных» (1812; Русский музей).
- «Портрет доктора медицины и хирургии Николая Фёдоровича Арендта» (1822; Третьяковская галерея)
- «Портрет молодой женщины с ребёнком» (1824; Львовская картинная галерея)
- «Портрет Михаила Кутузова (Голенищев-Кутузов, князь Смоленский)» (1830-е годы, масло, холст, 142 × 115 см, Эрмитаж, Санкт-Петербург)
- «Портрет дамы в синей шали» (1810-е годы, масло, холст, 65 × 56 см (овал), Корпоративная коллекция Белгазпромбанка, Минск)[9]